# Rubjerg Knude

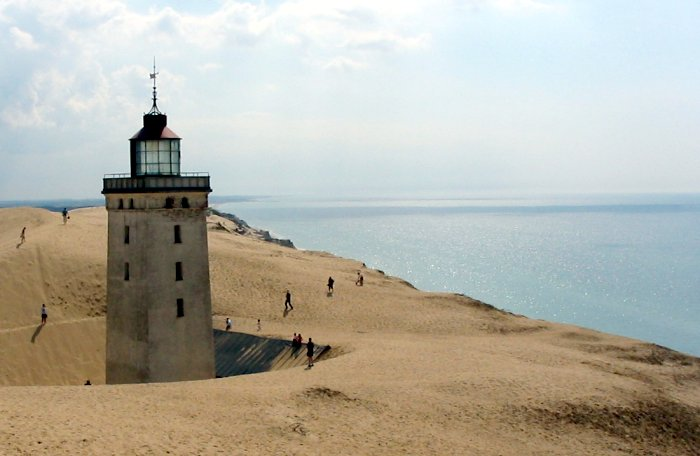
La duna i el far Rubjerg Knude Fyr l'any 2004

Rubjerg Knude és una duna entre Lønstrup i Løkken al municipi de Hjørring (Dinamarca), a la costa del mar del Nord.

## Efecte en edificis propers

### Rubjerg Knude Fyr
A partir dels anys 1910, el vent pujava molta sorra de la costa i va formar la duna en una franja entre el far Rubjerg Knude Fyr i el mar. La duna seguia movent-se i va arribar al far, fins que la llum del far ja no fou visible des del mar. Com a conseqüència, el far es va apagar l'1 d'agost de 1968.

### Rubjerg Kirke
L'església de Rubjerg Kirke va ser el primer edifici afectat per la sorra. Des de principis del segle xx, s'hi amuntegaven pujols de sorra. Per tant, l'any 1906, l'ajuntament va decidir d'abandonar l'església i construir-ne una de nova terra endins.

### Mårup Kirke
L'església Mårup Kirke no va ser enterrada per la sorra (com la de Rubjerg Kirke), però el moviment de la sorra va provocar-hi una erosió ben forta. Per tant, l'abisme de la costa s'anava apropant a l'església fins a una distància de 15 metres. L'any 2008, l'agència de boscos i naturalesa (Skov- og Naturstyrelsen) va decidir de tancar i enderrocar l'església. Una part del cementiri al seu voltant havia caigut en l'abisme. Tant l'entramat com el mobiliari se'n van emmagatzemar per poder reconstruir l'església en un lloc diferent.